# Книга Кларенса
«Книга Кларенса» (англ. The Book of Clarence) — художественный фильм американского режиссёра Джеймса Сэмюела с Бенедиктом Камбербэтчем, Джеймсом Макэвоем и Лакитом Стэнфилдом в главных ролях. Фильм вышел в прокат 12 января 2024 года.

## Сюжет
Действие фильма происходит в Палестине в I веке н. э. Житель Иерусалима по имени Кларенс обращает внимание на рост популярности назаретя́нина Иисуса и пытается извлечь из этого выгоду.

## В ролях
- Лакит Стэнфилд — Кларенс / Фома
- Омар Си — Варавва
- Анна Диоп — Вариния
- RJ Cyler — Илия
- Дэвид Ойелоуо — Иоанн Креститель
- Майкл Уорд — Иуда Искариот
- Элфри Вудард — Дева Мария
- Брайан Бовелл — Иосиф
- Тейяна Тейлор — Мария Магдалина
- Калеб Маклафлин — Грязный Зик
- Мэрианн Жан-Баптист — Амина
- Эрик Кофи-Абрефа — Джедадия Ужасающий
- Джеймс МакЭвой — Понтий Пилат
- Бенедикт Камбербэтч — Вениамин
- Чейз Диллон — Кочан
- Николас Пиннок — Иисус
- Бабс Олусанмокун — Ашер-мучитель
- Чиди Аджуфо — Голиаф
- Том Глинн-Карни — Децимус
- Том Вон-Лолор — Антонин

## Производство и релиз
Проект был анонсирован в мае 2022 года. Источником вдохновения для режиссёра Джеймса Сэмюела стали, по его словам, классические голливудские ленты на библейские темы. Съёмки фильма начались 5 декабря 2022 года в Италии. «Книга Кларенса» вышла в прокат 12 января 2024 года.